# 民聲日報

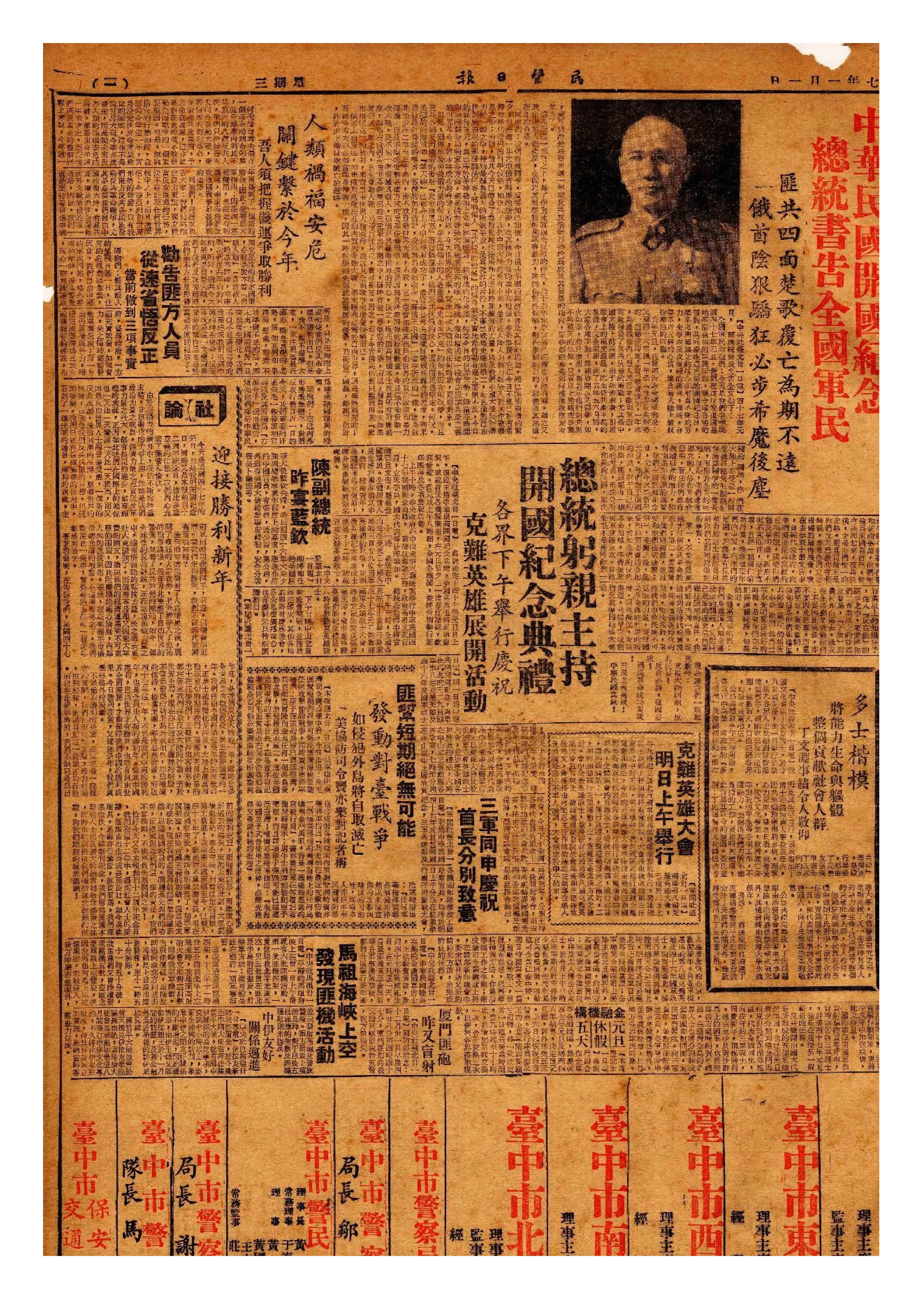
《民聲日報》1958年1月1日第二版

《民聲日報》，又稱《台灣民聲日報》，公司全名為民聲日報股份有限公司，為台灣的一份綜合日報，1946年1月1日創刊，1980年停刊。

## 沿革
1946年元旦，《民聲日報》在台中當地創刊，創辦人為徐成及其胞弟徐堅，初期以週刊的型態發行，1947年再擴大發行為日報。
《民聲日報》在台灣棒球史上有舉足輕重的地位，該報創辦人徐成及徐堅所推動的「民聲盃棒球賽」是台灣最早定期舉辦的棒球賽之一。第一屆民聲盃棒球賽是在1951年5月22日到27日舉行，地點是台中水源地棒球場（即目前的台中棒球場）；在《民聲日報》出錢出力及台中地區棒球界人士的奔走邀請下，第一屆就有全國21支棒球隊伍參賽。自從第一屆順利開打後，每年五月固定在台中水源地棒球場的民聲盃棒球賽就成了國內棒壇的盛事，每年都會吸引軟式、硬式共二十餘隊參賽。《民聲日報》除了舉辦超過20年的民聲盃棒球賽之外，於1968年2月透過關係派人到日本邀請讀賣巨人隊到台中集訓，當時由讀賣新聞社社長正力亨、讀賣巨人隊隊員王貞治及總教練川上哲治率領全隊三十七人抵台，全省各地的球隊及球迷也都利用這個機會在場邊觀摩，可以說將台灣棒球帶入另一境地。1968年6月，《民聲日報》更請台東紅葉少棒隊到台中比賽，並舉辦大規模的少棒賽，對於後來的台中金龍少棒隊的組成及奪冠有些間接的影響。
1956年，徐成去世，徐堅接任《民聲日報》社長。徐堅除擔任兩屆台灣省議員外，亦擔任台中記者公會理事長，將《民聲日報》帶向更蓬勃的境地。

## 停刊及其後續
徐堅過世後，1980年代，由於台灣報業競爭激烈，徐成養子徐滄洲接手《民聲日報》，但未能擴大發行量；且在徐氏家族並無其他人願意接手經營下，《民聲日報》便停刊而遭轉賣。
1985年8月，中華民國國防部總政治作戰部（今國防部政治作戰局）指示《台灣日報》購入《民聲日報》，《民聲日報》即走入歷史。1986年1月1日，《民聲日報》改名的《大眾報》 創刊，《台灣日報》員工兼代《大眾報》全部工作。1987年6月底，只發行537天的《大眾報》停刊。

## 註解
1. 1 2  .   [2019-07-24]. （原始内容存档于2019-07-24）.
2. ↑  .   [2010-02-12]. （原始内容存档于2013-09-23）.
3. ↑  本報社長之喪，定廿三日中午公祭[]
4. ↑  徐堅-台灣省議會[]
5. ↑  與澳門《大眾報》無關。
6. ↑  邱家宜，〈台灣日報與軍方的一頁分合史〉[永久]，《新新聞》489期。